# Georges Normandy
Pour les articles homonymes, voir Normandy et Segaut.
Georges Normandy, pseudonyme de Georges Charles Segaut, né le 1er janvier 1882 à Fécamp et mort le 2 décembre 1946 à Paris (10e), est un écrivain, dramaturge et critique littéraire français, admirateur et ami de Jean Lorrain.

## Biographie
Fils de Claude Segaut (1853-1930), ingénieur pour la Compagnie centrale du gaz Lebon et directeur de l'usine à gaz de Fécamp, Georges Ségaut, également ingénieur de formation, préfère le monde des lettres. Il débute dans la vie littéraire par des articles publiés sous le nom de Georges Normandy à La Revue contemporaine, notamment avec Maffeo Charles Poinsot (1872-1954). Les deux compères produisirent en 1906 un ouvrage érotique, sous le pseudonyme collectif de Paul de Robertski, intitulé Le Fouet en Pologne et en Autriche-Hongrie (1830-1848).
En 1904, il collabore avec José de Bérys et Noré Brunel pour l'adaptation au théâtre de La Maison Philibert, un roman de l'écrivain Jean Lorrain, dont il est l'un des grands amis. En 1907, il devient d'ailleurs légataire testamentaire de Jean Lorrain, mort l'année précédente. Dès lors, Normandy se charge de promouvoir l'œuvre littéraire de son ami disparu. Il écrit un premier ouvrage sur Jean Lorrain, puis fait paraître des inédits et des rééditions de l'écrivain décédé, dont il rédige introductions et préfaces :
- introduction à Pelléastres, Albert Méricant, 1910
- avertissement de La Jonque dorée. Conte japonais, Edward Sansot, 1911
- introduction documentaire des Lettres à ma mère (1864-1906), éditions Excelsior, 1926
- introduction au Crime des riches, Baudinière, 1928
- introduction à L'Art d'aimer
- préface de La Ville empoisonnée. Pall-Mall, Jean Crès, 1936
- préface des Tréteaux, Le Livre moderne illustré, 1941
- préface à Villa mauresque [anc. Très Russe], Le Livre moderne illustré, 1942

Georges Normandy est également l'auteur, en collaboration avec Aurèle Patorni, d'un roman policier, Mr. Zapp, l'homme qui gagne à la roulette, paru dans la collection Le Masque en 1941.
Durant l'Occupation allemande, il est nommé administrateur provisoire, entre autres des éditions Fernand Nathan.
Il demeurait à Asnières-sur-Seine et possédait le château de Beurville (Haute-Marne). Ses traits ont été fixés par le peintre sicilien Pino della Selva (Georges Normandy avait été parmi les premiers à écrire sur cet artiste arrivé en France en 1931) dans un tableau-portrait qui fut exposé au Salon des indépendants de 1932.
Il s'était marié en juillet 1919 avec Germaine Aymos (1887-1930),, une ancienne danseuse de music-hall qui avait un temps défrayé les chroniques judiciaires à la suite de plaintes déposées contre elle pour outrage public à la pudeur. Officier de l'ordre du Nichan Iftikar, elle écrivait sous le nom d'Yve Normandy essentiellement dans la revue L'Esprit français fondée et dirigée par son mari.
Il repose au cimetière des Batignolles dans la sépulture familiale Segaut (16e division).

## Œuvre

### Romans
- L'Échelle, Fasquelle, 1901 (en collaboration avec Maffeo Charles Poinsot)
- La Mortelle impuissance, roman du dilettantisme, Fasquelle, 1903
- La Faillite du rêve, roman d'un jeune homme d'aujourd'hui, Fasquelle, 1905
- Mâles, Librairie universelle, 1906 (en collaboration avec Maffeo Charles Poinsot)
- Amours, Paris, Bibliothèque Générale d'Edition ; 1907. (en collaboration avec Poinsot). Couverture de G. de Ribaucourt.
- Mr. Zapp, l'homme qui gagne à la roulette, Librairie des Champs-Élysées, Le Masque no 314, 1941 (en collaboration avec Aurèle Patorni)
- Les poissons de la Riviera, bois d'Emmanuel Poirier, Le Livre moderne illustré n° 366, 1943.

### Autres publications
Gustave Flaubert lettres inédites à Raoul-Duval commentées par Georges Normandy Éditions Albin Micel 1950 
- Anarchistes, pièce sociale en 3 actes, Éditions de la revue « Vox », 1904
- L'Heure qui passe, masques de paris, visages de partout (1905-1906), Bibliothèque Générale d'Édition, 1907
- Jean Lorrain (1855-1906), son enfance, sa vie, son œuvre, Bibliothèque générale d'édition, 1907
- La question catalane, Paris, Bloud & Cie, 1908 (lire en ligne).
- Les Poètes patriotiques, L. Michaud, 1909
- Les Poètes sociaux, L. Michaud, 1909
- Potins et pantins de la Riviera. Mœurs Contemporains, Pierre Douville, 1909
- Le nu à l'Eglise, au Théâtre et dans la Rue, préface de Gustave Kahn, 1909[12]
- Le Nu au salon d'humoristes, A. Méricant, 1911-1912
- La Légende et la vie de Jean Lorrain,  1918
- Jean Lorrain, une biographie illustrée,  V. Rasmussen, collection Louis Michaud : La Vie anecdotique et pittoresque des grands écrivains, 1927
- Jean Lorrain intime, Albin Michel, 1928
- Pino della Selva, éditions de la Galerie Bonaparte, Paris, 1933.
- Le Père Decorne et ses semblables, Le livre moderne illustré no 356, 1941 (Illustrations de A. M. Le Petit, portrait de l'auteur par Michel Ciry)

### Articles
- « André Paul Leroux », Normandie - Revue régionale illustrée mensuelle, n°2, mai 1917.
- « L'École de Fécamp - Henry E. Burel », Normandie - Revue régionale illustrée mensuelle, n°4, juillet 1917.

## Source
- Jacques Baudou et Jean-Jacques Schleret, Le Vrai Visage du Masque, vol. 1, Paris, Futuropolis, 1984, 476 p. (OCLC 311506692), p. 324.